# Nauvoo (Alabama)
Pour les articles homonymes, voir Nauvoo.
La ville de Nauvoo est située dans les comtés de Walker et Winston, dans l’État d’Alabama, aux États-Unis.
Selon le recensement de 2010, sa population est de 221 habitants. La municipalité s'étend sur 0,99 milles carrés (2,56 km2). Seule une petite partie de Nauvoo se trouve dans le comté de Winston : 0,02 milles carrés (0,05 km2) et un habitant.
La localité doit son nom à Nauvoo dans l'Illinois, dont le nom est lui-même une déformation de l'hébreu « naveh » qui signifie « plaisant ».

## Démographie
| 1910 | 1920 | 1930 | 1940 | 1950 | 1960 | 1970 | 1980 |
| ---- | ---- | ---- | ---- | ---- | ---- | ---- | ---- |
| 392  | 489  | 648  | 533  | 416  | 318  | 265  | 259  |

| 1990 | 2000 | 2010 | - | - | - | - | - |
| ---- | ---- | ---- | - | - | - | - | - |
| 240  | 284  | 221  | - | - | - | - | - |